# سونسورول
سونسورول (به لاتین: Sonsorol) یکی از ایالت‌های شانزده‌گانه پالائو است.

## خصوصیات
سونسورول ۳٫۱۲ کیلومترمربع مساحت و ۴۲ نفر جمعیت دارد.